# Gens Atilia

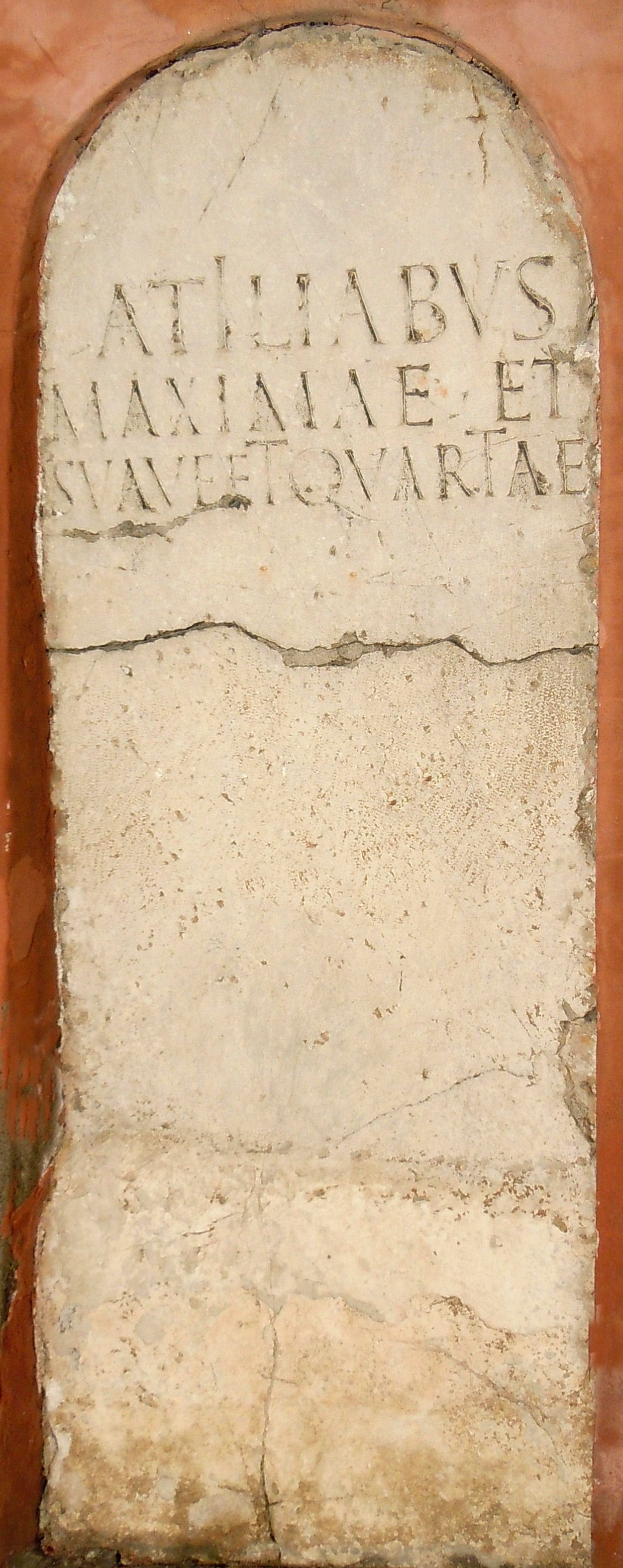
Asola (MN), stele Atilia murata nel fianco della chiesa di Sant'Andrea

La gens Atilia pone le sue origini (o quantomeno le commistioni) fra il popolo dei Volsci, implacabili nemici di Roma degli inizi, e definitivamente conglobati nello stato romano dal 345 a.C. dopo la spartizione delle sfere di influenza fra Roma e i Sanniti. Da ricordare che il primo Atilius a diventare console fu M. Atilius Regulus Calenus nel 335 a.C., dieci anni dopo. 
Analizzando l'elenco dei consoli romani si può vedere che la gens Atilia pose 19 volte dei consoli al servizio di Roma, di cui ben 12 nell'arco delle tre guerre puniche e solo tre in età imperiale.
In età repubblicana la gens utilizzava prevalentemente i praenomina Marco, Gaio, Lucio, Aulo e Sesto.
Il nome italiano Attilio deriva da questa gens.

## Membri illustri della famiglia
444 a.C. Lucio Atilio Lusco, tribuno consolare
399 a.C. Lucio Atilio Prisco, fu tribuno consolare. Ebbe la stessa carica anche nel 396
335 a.C. Marco Atilio Regolo Caleno, fu console assieme a Marco Valerio Corvo, che in quell'anno ricoprì il consolato per la IV volta
294 a.C. Marco Atilio Regolo, console assieme a L. Postumius L.f. Megellus II; combatté contro i Sanniti. Era figlio di Marco Atilio Regolo Caleno.
264 a.C. - Inizio della Prima guerra punica
267 a.C. Marco Atilio Regolo, console con  Lucio Giulio Libone; fu nuovamente console suffectus nel 256
258 a.C. Aulo Atilio Calatino, console nel 258 con C. Sulpicius Q.f. Paterculus; fu console anche nel 254, dittatore nel 249 e censore nel 247
257 a.C. Gaio Atilio Regolo, console assieme a Cn. Cornelius P.f. Blasio II. Ricoprì la carica di console una seconda volta nel 250
256 a.C. Marco Atilio Regolo, console suffectus. Era stato già console nel 267
254 a.C. Aulo Atilio Calatino: in quest'anno fu console per la seconda volta, assieme a Gnaeus Cornelius Scipio Asina, anche lui al secondo consolato
250 a.C. Gaio Atilio Regolo ricoprì in quest'anno per la seconda volta la carica di console, questa volta assieme a L. Manlius A.f. Vulso, anche lui al secondo consolato.
241 a.C. – Fine della Prima Guerra punica
245 a.C.Gaio Atilio Bulbo con M. Fabius M.f. Buteo; ebbe un secondo consolato nel 235.
235 a.C. T. Manlius T.f. Torquatus I, C. Atilius A.f. Bulbus II
227 a.C. Marco Atilio Regolo, console con Publius Valerius L.f. Flaccus. Ricoprì la stessa carica nel 217 come console suffetto. Fu tribuno della plebe nel 216 e censore nel 214 a.C.
225 a.C. Gaio Atilio Regolo, console assieme a Lucius Aemilius Q.f. Papirius o Pappus
218 a.C. – Inizio della Seconda guerra punica
217 a.C. Marco Atilio Regolo console suffectus con C. Servilius P.f. Geminus, C. Flaminius C.f. II. Aveva già ricoperto la carica nel 227.
216 a.C. Lucio Atilio, morto nella battaglia di Canne
213 a.C. Marco Atilio Regolo, pretore nel 213 e legatus legionis	nel 211
202 a.C. – Fine della Seconda Guerra punica
170 a.C. A. Atilius C.f. Serranus, console assieme a A. Hostilius L.f. Mancinus
149 a.C. – 147 a.C. - Terza guerra punica
152 a.C. Manio Atilio Serrano, pretore
136 a.C. Sesto Atilio Serrano, console con L. Furius Philus. È probabilmente il magistrato monetario del 155 a.C.
106 a.C. Gaio Atilio Serrano, console con Quinto Servilio Cepione.
108 d.C. Ap. Annius Trebonius Gallus, M. Atilius Metilius Bradua
127 d.C. T. Atilius Rufus Titianus, M. Gavius Squilla Gallicanus
185 d.C. Ti. Claudius Maternus, M. Ap. Atilius Bradua Regillus Atticus

## Tra mito e storia: la Gens Atilia nell'Eneide
Alcuni esponenti della Gens Atilia portavano l'agnomen "Serranus". Questo nome ricorre due volte nell'Eneide di Virgilio, in passi che il poeta sembra legare tra loro per dimostrare la continuità tra figure mitiche e personaggi della storia romana. 
Il primo passo si trova nel sesto libro, quando Anchise mostra al figlio Enea nei Campi Elisi i futuri protagonisti di Roma, tra i quali anche uno degli Atilii caratterizzati dall'agnomen.
 " Chi te, o grande Catone, potrà passare sotto silenzio, e te, o Cosso? chi la stirpe di Gracco o la coppia - due fulmini in guerra - degli Scipiadi, rovina della Libia, e la frugale forza di Fabrizio, o te, che nel solco, Serrano, affondi i semi?" 
 (Virgilio, Eneide, VI, traduzione in prosa di Carlo Carena)
Nel nono libro del poema, Niso fa irruzione nel ricco padiglione del condottiero rutulo Remo, il quale verrà da lui massacrato nel sonno con gli accompagnatori personali e alcuni guerrieri ai suoi ordini, in particolare un adolescente chiamato Serrano, definito insignis facie - ovvero "bellissimo d'aspetto" - espressione che per molti traduttori andrebbe intesa in senso non solo fisico, ovvero chi è bello è anche buono (il concetto di Kalokagathia, mutuato dal mondo greco), e dunque benvoluto. Virgilio non fa di Serrano il capostipite della Gens Atilia, ma semplicemente un personaggio il cui nome rimane nella memoria collettiva per il macabro assassinio, effettuato tramite decapitazione, al pari di Remo (in onore del quale verrà poi chiamato il fratello gemello di Romolo) e di Lamiro e Lamo (i cui nomi saranno perpetuati dalla Gens Aelia Lamia).
 "  Uccide vicini tre incauti schiavetti distesi in mezzo alle armi

e lo scudiero di Remo; uccide anche l'auriga, sotto i cavalli

scovatolo; con la spada gli recide la gola riversa.

Poi tronca la testa al loro signore, e lascia che il corpo

rantoli in grosso fiotto; caldo di sangue nerastro 

si imbibisce a terra il giaciglio. E ancora Lamiro e Lamo

e il giovinetto Serrano, che in quell'ultima notte a lungo

aveva giocato, bello d'aspetto; le membra domate dal dio

gravemente, stava disteso; fortunato, se ancora avesse prolungato

il gioco per tutta la notte, fino a che non spuntasse la luce "
(Virgilio, Eneide, IX, traduzione di Francesco Della Corte)